# Championnat d'Allemagne de football 1910-1911
Navigation
Meisterschaft
(Verbandsligen)
1909-1910 Meisterschaft
(Verbandsligen)
1911-1912
La saison 1910-1911 du Championnat d'Allemagne de football était la 9e édition de la première division allemande.
Huit clubs participent à la compétition nationale, il s'agit des clubs champions de 8 régions d'Allemagne dont le champion sortant, le Karlsruher SC. Le championnat national est disputé sous forme de coupe à élimination directe. 
C'est le Viktoria 89 Berlin qui remporte la compétition nationale. Il s'agit du 2e titre de champion d'Allemagne de son histoire, après celui gagné en 1908.

## Les 8 clubs participants
(entre parenthèses, la région d'appartenance du club)
- SC Lituania Tilsit (Baltique)
- Viktoria 89 Berlin (Berlin)
- TuFC Tasmania Rixdorf (Markischer)
- VfB Leipzig (Centre)
- Holstein Kiel (Nord)
- Karlsruher SC (Sud et champion en titre)
- Askania Forst (Sud-Est)
- Duisbourg SpV (Ouest)

## Compétition
La compétition a lieu sous forme de coupe, avec match simple.

### Tableau final
|  | Quarts de finale           | Quarts de finale      | Quarts de finale        | Quarts de finale    |                    |                    | Demi-finales           | Demi-finales           | Demi-finales           | Demi-finales           |  |  | Finale               | Finale               | Finale               | Finale               |
|  |                            |                       |                         |                     |                    |                    |                        |                        |                        |                        |  |  |                      |                      |                      |                      |
|  | 7 mai 1911 à Berlin        | 7 mai 1911 à Berlin   | 7 mai 1911 à Berlin     | 7 mai 1911 à Berlin |                    |                    | 21 mai 1911 à Hambourg | 21 mai 1911 à Hambourg | 21 mai 1911 à Hambourg | 21 mai 1911 à Hambourg |  |  | 4 juin 1911 à Dresde | 4 juin 1911 à Dresde | 4 juin 1911 à Dresde | 4 juin 1911 à Dresde |
|  | 7 mai 1911 à Berlin        | 7 mai 1911 à Berlin   | 7 mai 1911 à Berlin     | 7 mai 1911 à Berlin |                    |                    | 21 mai 1911 à Hambourg | 21 mai 1911 à Hambourg | 21 mai 1911 à Hambourg | 21 mai 1911 à Hambourg |  |  | 4 juin 1911 à Dresde | 4 juin 1911 à Dresde | 4 juin 1911 à Dresde | 4 juin 1911 à Dresde |
|  | Viktoria 89 Berlin         |                       |                         |                     |                    |                    | 21 mai 1911 à Hambourg | 21 mai 1911 à Hambourg | 21 mai 1911 à Hambourg | 21 mai 1911 à Hambourg |  |  | 4 juin 1911 à Dresde | 4 juin 1911 à Dresde | 4 juin 1911 à Dresde | 4 juin 1911 à Dresde |
|  |                            |                       |                         |                     |                    |                    | 21 mai 1911 à Hambourg | 21 mai 1911 à Hambourg | 21 mai 1911 à Hambourg | 21 mai 1911 à Hambourg |  |  | 4 juin 1911 à Dresde | 4 juin 1911 à Dresde | 4 juin 1911 à Dresde | 4 juin 1911 à Dresde |
|  | SC Lituania Tilsit forfait |                       |                         |                     |                    |                    | 21 mai 1911 à Hambourg | 21 mai 1911 à Hambourg | 21 mai 1911 à Hambourg | 21 mai 1911 à Hambourg |  |  | 4 juin 1911 à Dresde | 4 juin 1911 à Dresde | 4 juin 1911 à Dresde | 4 juin 1911 à Dresde |
|  | Viktoria 89 Berlin         | Viktoria 89 Berlin    | 4                       | 4                   |                    |                    |                        |                        |                        |                        |  |  | 4 juin 1911 à Dresde | 4 juin 1911 à Dresde | 4 juin 1911 à Dresde | 4 juin 1911 à Dresde |
|  | Viktoria 89 Berlin         | Viktoria 89 Berlin    | 4                       | 4                   | 7 mai 1911 à Brême |                    |                        |                        |                        |                        |  |  | 4 juin 1911 à Dresde | 4 juin 1911 à Dresde | 4 juin 1911 à Dresde | 4 juin 1911 à Dresde |
|  |                            |                       | Holstein Kiel           | Holstein Kiel       | 0                  | 0                  |                        |                        |                        |                        |  |  | 4 juin 1911 à Dresde | 4 juin 1911 à Dresde | 4 juin 1911 à Dresde | 4 juin 1911 à Dresde |
|  | Holstein Kiel              | Holstein Kiel         | Holstein Kiel           | Holstein Kiel       | 0                  | 0                  | 3                      | 3                      |                        |                        |  |  | 4 juin 1911 à Dresde | 4 juin 1911 à Dresde | 4 juin 1911 à Dresde | 4 juin 1911 à Dresde |
|  | Holstein Kiel              | Holstein Kiel         | 21 mai 1911 à Francfort |                     |                    |                    | 3                      | 3                      |                        |                        |  |  | 4 juin 1911 à Dresde | 4 juin 1911 à Dresde | 4 juin 1911 à Dresde | 4 juin 1911 à Dresde |
|  | Duisbourg SpV              | Duisbourg SpV         | 1                       | 1                   |                    |                    |                        |                        |                        |                        |  |  | 4 juin 1911 à Dresde | 4 juin 1911 à Dresde | 4 juin 1911 à Dresde | 4 juin 1911 à Dresde |
|  | Duisbourg SpV              | Duisbourg SpV         | 1                       | 1                   | Viktoria 89 Berlin | Viktoria 89 Berlin | 3                      | 3                      |                        |                        |  |  |                      |                      |                      |                      |
|  | 7 mai 1911 à Cottbus       |                       |                         |                     | Viktoria 89 Berlin | Viktoria 89 Berlin | 3                      | 3                      |                        |                        |  |  |                      |                      |                      |                      |
|  |                            |                       | VfB Leipzig             | VfB Leipzig         | 1                  | 1                  |                        |                        |                        |                        |  |  |                      |                      |                      |                      |
|  | VfB Leipzig                | VfB Leipzig           | VfB Leipzig             | VfB Leipzig         | 1                  | 1                  | 3                      | 3                      |                        |                        |  |  |                      |                      |                      |                      |
|  | VfB Leipzig                | VfB Leipzig           |                         |                     |                    |                    |                        |                        |                        |                        |  |  |                      |                      |                      |                      |
|  | Askania Forst              | Askania Forst         | 2                       | 2                   |                    |                    |                        |                        |                        |                        |  |  |                      |                      |                      |                      |
|  | Askania Forst              | Askania Forst         | 2                       | 2                   | VfB Leipzig        | VfB Leipzig        | 2                      | 2                      |                        |                        |  |  |                      |                      |                      |                      |
|  | 7 mai 1911 à Fürth         |                       |                         |                     | VfB Leipzig        | VfB Leipzig        | 2                      | 2                      |                        |                        |  |  |                      |                      |                      |                      |
|  |                            |                       | Karlsruher FV T         | Karlsruher FV T     | 0                  | 0                  |                        |                        |                        |                        |  |  |                      |                      |                      |                      |
|  | Karlsruher FV T            | Karlsruher FV T       | Karlsruher FV T         | Karlsruher FV T     | 0                  | 0                  | 4                      | 4                      |                        |                        |  |  |                      |                      |                      |                      |
|  | Karlsruher FV T            | Karlsruher FV T       |                         |                     |                    |                    |                        | 4                      |                        |                        |  |  |                      |                      |                      |                      |
|  | TuFC Tasmania Rixdorf      | TuFC Tasmania Rixdorf | 0                       | 0                   |                    |                    |                        |                        |                        |                        |  |  |                      |                      |                      |                      |
|  | TuFC Tasmania Rixdorf      | TuFC Tasmania Rixdorf | 0                       | 0                   |                    |                    |                        |                        |                        |                        |  |  |                      |                      |                      |                      |
|  |                            |                       |                         |                     |                    |                    |                        |                        |                        |                        |  |  |                      |                      |                      |                      |

## Bilan de la saison
| Tableau d'Honneur                   |                    |
| Compétition                         | Vainqueur          |
| Championnat d'Allemagne de football | Viktoria 89 Berlin |